# Liatongus venator
Liatongus venator là một loài bọ cánh cứng trong họ Bọ hung (Scarabaeidae).